# Sonnet 40

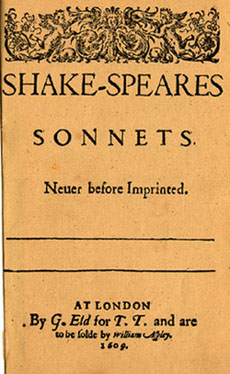
Sonnetten van Shakespeare, 1609

Sonnet 40 van William Shakespeare maakt deel uit van een reeks van 126 Fair Youth-sonnetten waarbij de dichter een knappe jongeman toespreekt. In totaal schreef Shakespeare 154 sonnetten, die voor het eerst werden gepubliceerd in 1609. Het thema van Sonnet 40 is de macht die een geliefde heeft over degene die hem liefheeft, en specifiek over bedrog en vriendschap. De dichter spreekt zijn boezemvriend toe, iemand die hij al zijn liefde schonk, en die er nu (niettemin) met zijn lief vandoor is.

## Shakespeares tekst
| Sonnet 40 Take all my loves, my love, yea, take them all: What hast thou then more than thou hadst before? No love, my love, that thou mayst true love call-- All mine was thine before thou hadst this more. Then if for my love, thou my love receivest, I cannot blame thee for my love thou usest; But yet be blamed if thou thyself deceivest By wilful taste of what thyself refusest. I do forgive thy robb'ry, gentle thief, Although thou steal thee all my poverty: And yet love knows it is a greater grief To bear love's wrong than hate's known injury. Lascivious grace, in whom all ill well shows, Kill me with spites, yet we must not be foes. |

## Vertaling
Neem al mijn liefdes dan, neem ze allemaal!
Heb je nu misschien meer dan dat ik je al gaf?
Meer liefde - mijn liefde - die je echt liefde noemen kan?
Al wat van mij was was van jou, toch wilde je meer.
Door mijn liefde heb je nu ook mijn lief verkregen,
Ik kan niet kwaad zijn omdat je haar nu bemint,
Verwijt jezelf maar hoe je jezelf bedriegt.
Je bent jezelf niet en laat je door je lusten leiden
Je diefstal, lieve dief, zal ik je vergeven,
Al steel je al het weinige dat ik bezit,
Toch - wie de liefde kent die weet het -
Hoeveel dieper kwetst een geliefde dan een vijand vermag?
Wellustige gratie, waarin zelfs 't kwade zich minzaam toont
Terg me tot de dood, maar laat ons vrienden zijn.

## Analyse
Shakespeares sonnetten zijn voornamelijk geschreven in een metrum genaamd jambische pentameter, een rijmschema waarin elke sonnetregel bestaat uit tien lettergrepen. De lettergrepen zijn verdeeld in vijf paren, jamben genoemd, waarbij elk paar begint met een onbeklemtoonde lettergreep.
Deze drie sonnetten, 40, 41 en 42, lijken te maken te hebben met drie sonnetten, 133, 134 en 144, in de "Dark Lady"-reeks. Waarschijnlijk hebben ze betrekking op hetzelfde incident of een reeks van incidenten die de dichter zijn overkomen, en waarbij de boezemvriend van Shakespeare verliefd is geworden op hetzelfde meisje. De drie latere sonnetten, gericht aan zijn minnares, sluiten op die manier aan bij de drie in zijn jeugd geschreven sonnetten. 
Ondanks het verdriet om het verlies van zijn geliefde, is de dichter niet echt boos op zijn vriend. Hij begrijpt niet waarom zijn vriend, tegen zijn natuur in, zoiets heeft gedaan, en hem zo diep heeft gekwetst. Maar uiteindelijk vindt hij vriendschap belangrijker en vraagt om toch vrienden te kunnen blijven.